# Морська змія коротка
Морська змія коротка (Lapemis curtus) — отруйна змія з роду Lapemis родини Аспідові.

## Опис
Загальна довжина сягає 1,1 м. Спостерігається статевий диморфізм — самиці більші за самців. Голова коротка, широка. Є 2 ростральних щитка з горбинками біля рота. Тулуб короткий, широкий, сильно сплощений з боків. Хвіст досить плаский. Луска чотирикутна або шестикутна, гладенька у самиць, утворює 33—43 рядків, у самців — 25—39 рядків. Є 151–219 дуже маленьких черевних щитків. Анальний щиток поділено на 4—6 частин.
Голова та хвіст сірого кольору. Забарвлення спини бурувато-сіре або оливкове з 35—55 світлими смугами. Черево жовте або кремове.

## Спосіб життя
Полюбляють мілину з мулистим ґрунтом, лимани. Активна у сутінках. Харчується рибою, зокрема вуграми, кальмарами, морськими безхребетними.
Отрута потужна, викликає біль. Проте випадків загибелі людей майже не зафіксовано.
Це живородна змія. Самиця у травні—вересні народжує від 1 до 6 дитинчат.

## Розповсюдження
Мешкає від узбережжя Перської затоки до Тайваня, Філіппін й північної Австралії.